# Mellanbäcks damm
Mellanbäcks damm är en sjö i Alvesta kommun i Småland och ingår i Mörrumsåns huvudavrinningsområde.